# Jenseits von Eden

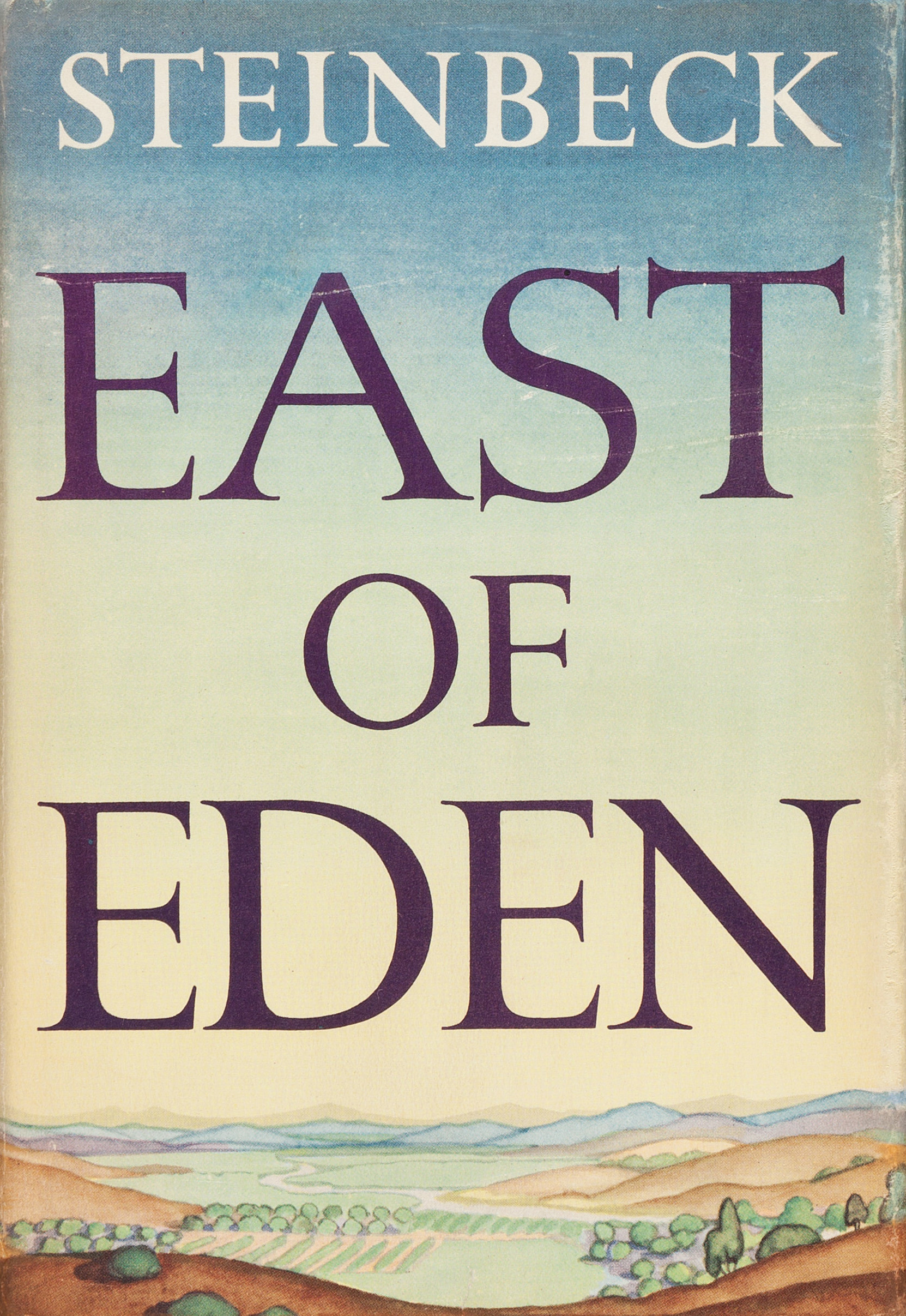
Bucheinband von Elmer Hader für die amerikanische Erstausgabe von 1952

Jenseits von Eden (im englischen Original East of Eden) ist ein Roman des US-amerikanischen Schriftstellers und Literatur-Nobelpreisträgers John Steinbeck. Die Familiensaga erschien 1952 im New Yorker Verlag Viking Press und entwickelte sich zum Bestseller. Steinbeck soll Jenseits von Eden als sein Opus magnum betrachtet haben; zumindest bei Lesern ist es bis heute sein wohl beliebtester Roman. Weltberühmt wurde auch die 1955 veröffentlichte Verfilmung von Elia Kazan mit James Dean in der Hauptrolle, obwohl diese nur das letzte Viertel des Buches behandelt.

## Inhalt

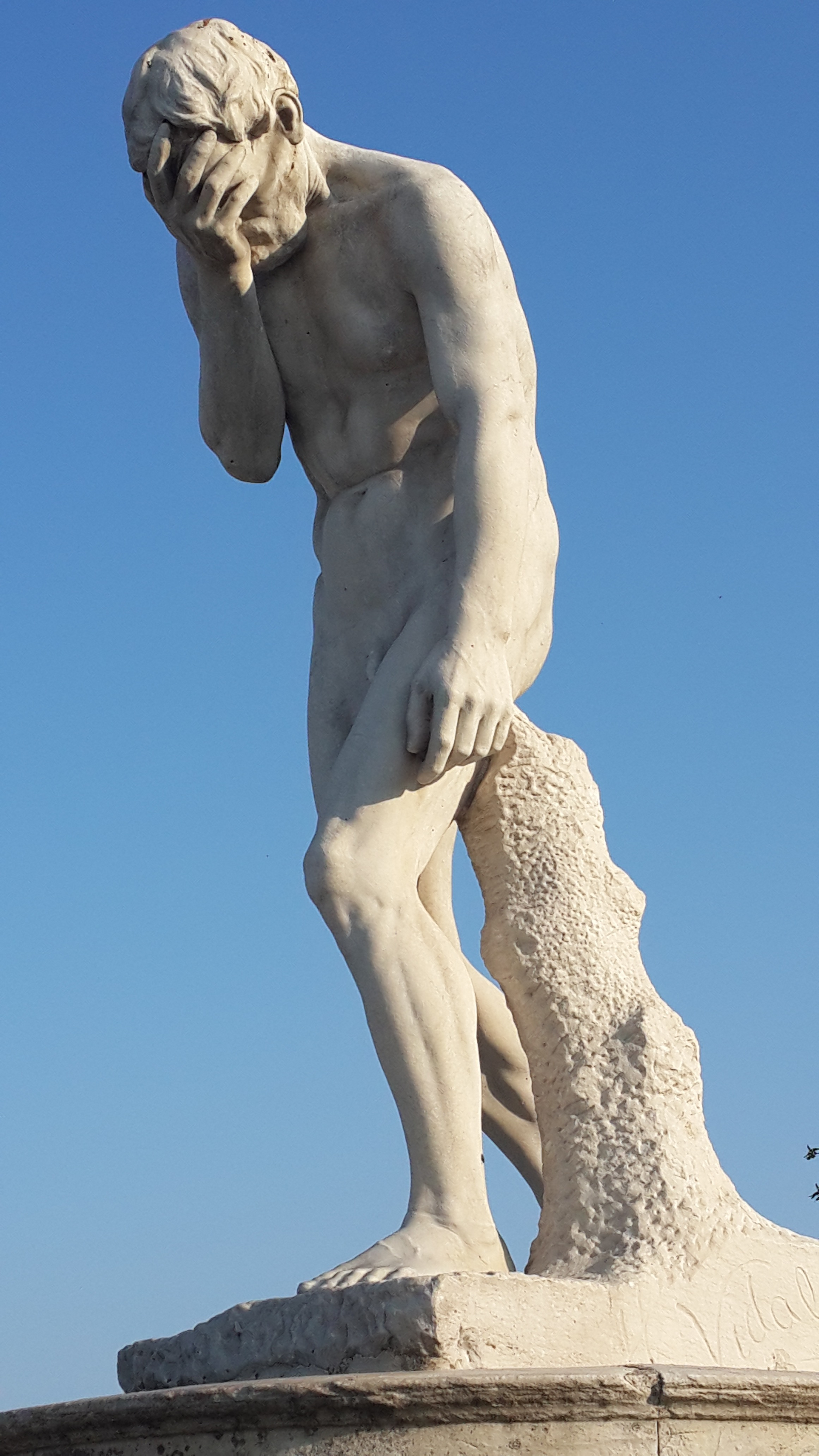
Kain nach der Tötung seines Bruders Abel. Marmorstatue von Henri Vidal

Steinbeck erzählt die drei Generationen umfassende Geschichte zweier Familien vor dem Hintergrund der Historie der USA zwischen Beginn des Bürgerkrieges und dem Ende des Ersten Weltkrieges. Während Glück und Leid der Familie Hamilton als repräsentativ für Einwandererschicksale angesehen werden können, sind die Trasks mit dem alttestamentlichen Kontrast zwischen Gut und Böse und dem Hass des vom Vater weniger geliebten Sohnes auf den Bruder belastet. Im 34. Kp. wird diese Thematik formuliert: „Die Menschen sind verstrickt – mit ihrem Leben und Denken […] in einem Netz von Gut und Böse. […] Tugend und Laster waren Schuss und Kette unseres frühesten Bewusstseins und sie werden das Gewebe unseres letzten bilden, ungeachtet aller Veränderungen […] aller Wandlungen von Wirtschaft und Lebensweise.“ In der Diskussion über die Auslegung der Kain und Abel-Erzählung trägt der chinesische Diener Lee seine Interpretation („timschal“) vor, die im Schlusswort aufgegriffen wird und als Botschaft des Autors verstanden werden kann: „Du kannst über die Sünde herrschen“ (24. Kp.), d. h., dass man seinem Schicksal nicht ausgeliefert ist, sondern eine Wahl hat.

### Erster Teil
Der erste Teil erzählt im Wechsel die Geschichten der drei Protagonisten, die im Salinas Valley bei King City in Kalifornien aufeinander treffen (11. und 13. Kp.): Samuel Hamilton wohnt dort mit seiner kinderreichen Familie auf einer Ranch (Kp. 1, 2 u. 5), Adam Trask und seine junge Frau Cathy siedeln sich in ihrer Nähe an. Im Rückblick erfährt der Leser, wie es zur Heirat der beiden kam: Adam (geb. 1862) lebte davor mit seinem Vater Cyrus (kurze Teilnahme am Bürgerkrieg) und seinem Bruder Charles in Connecticut und wanderte nach dem Militärdienst als Tramp durch die USA (Kp. 3, 4,  6, 7, 10), Cathy Ames verbrachte ihre behütete Kindheit und Jugend bei ihren Eltern in Massachusetts (Kp. 8 u. 9). An ihrem Beispiel entwickelt der Autor sein Weltbild der Kain-und-Abel-Polarität: Der Mensch in der Spannung zwischen der Reinheit der Gesinnung und dämonischer Abgründe: „Wir sind Kains Sprossen“ (Kp. 22) und haben die Wahl.
Cyrus führt ein hartes Regiment auf der Farm in Connecticut. Die Ehefrauen müssen sich unterordnen und widmen sich dem Haushalt. Die Söhne Adam und Charles aus erster und zweiter Ehe erleben eine raue Kindheit. Beide sind von athletischer Statur, Charles immer etwas geschickter und meist der Erste und Schnellste, Adam dafür etwas nachdenklicher und sensibler. Der jüngere und stärkere Charles hält immer seine Hand über seinen Bruder, solange dieser ihm den Vorrang nicht streitig macht. Cyrus war kurze Zeit Soldat, erlitt schon in der ersten Stunde einer Kriegshandlung eine Verletzung und kam mit Holzbein auf die Farm zurück. Er kommandiert die Söhne mit militärischer Strenge. Jedoch möchte er nur Adam zur Armee schicken, da er ihn seinem Bruder Charles vorzieht.
Die Situation auf der Farm eskaliert, als Charles aus Eifersucht in blindem Jähzorn den bevorzugten Bruder Adam zusammenschlägt und ihn mit einer Axt auch ermordet hätte, wenn Adam sich nicht im Gebüsch eines Wassergrabens verkrochen hätte. Kurze Zeit später geht Adam zunächst für fünf Jahre zur Armee. Der Vater tritt nach dem Tod seiner zweiten Ehefrau Alice als Militärberater in den Dienst der Regierung und kommt zu einem großen Vermögen, das er seinen Söhnen vererbt. Charles bleibt allein auf der Farm zurück, bringt diese durch harte Arbeit zum Blühen, während er sich selbst und den Haushalt vernachlässigt. Menschlich isoliert hat er keine feste Partnerin, sondern vergnügt sich alle zwei Wochen mit Prostituierten im Saloon der Kleinstadt.
Adam und Charles bleiben in zunächst regem Briefkontakt, in dem Charles über sich erzählt. Er vermisst seinen Bruder, freut sich auf dessen Rückkehr und lässt den Haushalt für ihn herrichten. Adam fürchtet jedoch Auseinandersetzungen mit seinem jähzornigen Bruder und verlängert den Dienst um weitere fünf Jahre. Danach zieht er wie ein Landstreicher durch Amerika. Zweimal wird er aufgegriffen und zur Zwangsarbeit für je sechs Monate im Straßenbau verurteilt. Mittellos kehrt er schließlich auf die Farm zurück. Charles nimmt ihn freudig auf, allerdings in der Hoffnung, nach dem Tod des Vaters herauszubekommen, wieso dieser Adam ihm vorzog, obwohl er ihn liebte. In einem klärenden Gespräch sagt Adam, dass er den Vater nie liebte, und beruhigt damit Charles. Dieser hat nun den Vater für sich. Beide überlegen jetzt, was sie mit dem Erbe des Vaters machen sollen. Charles kann sich nicht vorstellen, wie er rechtmäßig zu einer so großen Summe gelangt ist, und vermutet, er habe Geld veruntreut. Adam jedoch sieht keinen Anlass zum Misstrauen und überredet seinen Bruder, das Erbe anzunehmen. Sie sind nun reich und können beide von dem Geld ein Leben ohne finanzielle Sorge führen.
im 8. und 9. Kp. wechselt der Erzähler zur Geschichte von Cathy Ames und beschreibt sie als eine dämonische Femme fatale. Bereits als Kind hat das schöne gefühlskalte Mädchen eine Veranlagung fürs Böse. Für ihren Vorteil setzt sie alles ein – auch ihren Körper. Als Zehnjährige stiftet sie zwei Jungen zu sexuellen Handlungen mit ihr an und lenkt nach der Entdeckung die Schuld auf die beiden. Nach extremen Züchtigungen durch ihre Väter kommen sie in eine Besserungsanstalt. Cathy nutzt ihre magische Anziehungskraft auf Männer aus und erhält Schmuck und Wertgegenstände, von denen sie behauptet, sie gefunden zu haben. Ihre leichtgläubigen Eltern akzeptieren anfangs auch die merkwürdigen Erklärungen. Als sie jedoch nicht mehr zur Schule gehen will, kommt es zu Auseinandersetzungen mit Vater und Mutter. Cathy spielt nach den Züchtigungen für einige Zeit die gehorsame Tochter und rächt sich schließlich grausam für die erhaltenen Schläge: Sie setzt das Haus in Brand, wobei die Eltern umkommen, und plündert den Tresor im Geschäft des Vaters. Ihr Verschwinden tarnt sie als Entführung durch einen Landstreicher.
Cathy nennt sich nun Catherine Amesbury und will Prostituierte werden. Beim Vorstellungsgespräch verdreht sie dem Bordellkönig Edwards sofort den Kopf. Der bislang kühl rechnende Geschäftsmann und Familienvater wird ihr hörig, macht sie zu seiner Geliebten, kauft ihr ein Haus und staffiert sie aus. Dass er sich von ihr ausnehmen lässt, verdrängt er. Als Cathy im Gegensatz zu ihren Prinzipien eines Tages betrunken die Kontrolle verliert und Edwards ihre wahren Gefühle zeigt, gerät er in Wut und will sie zur Strafe in eines seiner Bordelle bringen. Er schlägt sie brutal zusammen und lässt sie halb tot auf der Straße liegen.
Adam und Charles finden die schwer verletzte Cathy vor ihrer Haustür. Adam pflegt sie und fühlt sich sofort zu ihr hingezogen. Charles hingegen durchschaut das kalte, berechnende Wesen von Cathy, und möchte sie möglichst schnell loswerden. Diese beginnt sogleich mit ihrem durchtriebenen Spiel: Sie heiratet Adam aus Berechnung, um ihre Zuflucht zu erhalten. Aber in ihrem teuflischen Trieb betrügt sie ihn gleich in der ersten Nacht mit seinem ihr im Laster ebenbürtigen Bruder (beide haben an das Kainsmal erinnernde Narben auf der Stirn), der sich in seiner Einschätzung der Schwägerin bestätigt fühlt und diesen Triumph über die Naivität Adams genießt.

### Zweiter Teil

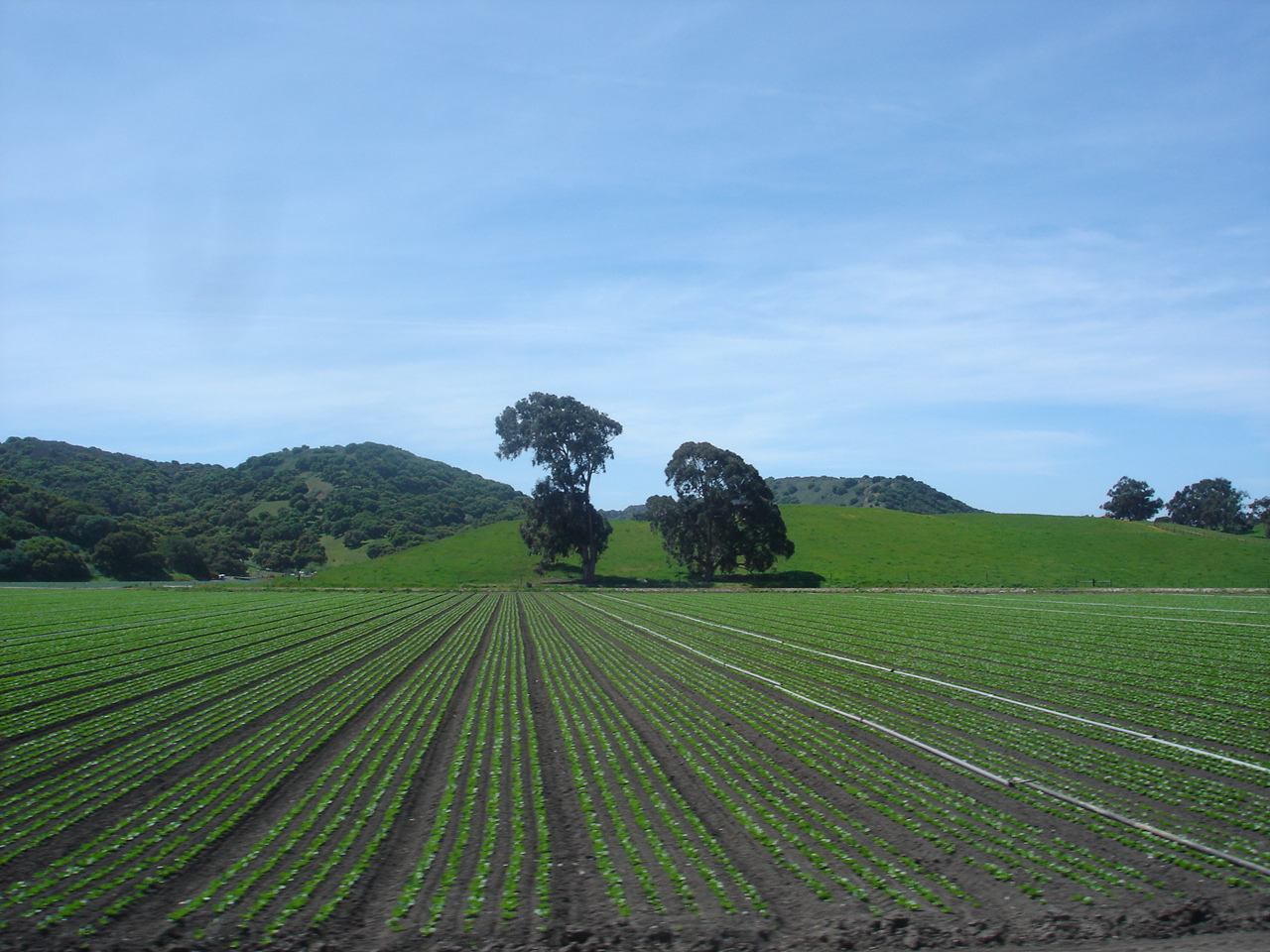
Gemüsefeld im landwirtschaftlich intensiv bewirtschafteten Salinas-Tal, dem zentralen Schauplatz des Romans

Im zweiten Teil des Romans zieht Adam Trask mit seiner Frau Cathy nach Kalifornien, wo er sich im Salinas-Tal in der Nähe von King City die Sanchez-Ranch kauft. Cathy ist schwanger, ob von Charles oder Adam bleibt offen, und hat erfolglos versucht abzutreiben. Adam erkennt nicht die Einseitigkeit der Liebesbeziehung und projiziert seine eigenen Gefühle in das kalte Wesen seiner schönen Frau. Er glaubt das Glück mit Cathy, die von Anfang an nicht mit ihm nach Kalifornien ziehen wollte und nur aus finanziellen Gründen nachgab, erzwingen zu können. Adam will den herunter gekommenen großen alten spanischen Landsitz vom ererbten, vielleicht unrechtmäßig erworbenen väterlichen Geld für sich und seine Familie zu einem Garten Eden ausbauen. Er sieht nicht, dass seinem ganzen Projekt damit die ideell reine Grundlage fehlt. Zur Bewässerung des fruchtbaren Bodens soll der in Erfindungen erfahrene und handwerkliche geschickte Samuel Hamilton einige Brunnen graben und zum Wassertransport durch Windmühlen betriebene Aufzüge bauen. Auch bei der Geburt der Zwillinge hilft der neunfache Vater Samuel. Doch Cathy lehnt Mann und Kinder ab. Als sie wieder bei Kräften ist, will sie ihre Familie verlassen. Adam, den das Verhalten seiner Frau erschüttert, schließt sie in die Kammer ein, doch Cathy schießt ihn in die Schulter und verlässt das Haus.
Cathy taucht als Kate in Salinas unter und arbeitet als Prostituierte in Fayes Etablissement, einem der beiden Bordelle, die nach außen hin unauffällig und unspektakulär arbeiten und deshalb von den staatlichen Behörden zur Entlastung der sexuellen Bedürfnisse der ledigen und verheirateten Männer geduldet werden. Dort gewinnt sie schnell das Vertrauen ihrer Kolleginnen und der Puffmutter Faye, die Kate wie eine Tochter liebt und sie als Alleinerbin in ihrem Testament einsetzt. Kate will jedoch schnell den Betrieb übernehmen und ein neues Geschäftsmodell mit sadomasochistischen Angeboten einführen. So mischt sie Medikamente in das Essen und die Getränke Fayes, so dass diese nach längerem Siechtum stirbt.
Adam erholt sich unterdessen langsam von der schweren Schussverletzung an der Schulter. Er verfällt in tiefe Depression, gibt seine Sanierungspläne für die Farm auf und kümmert sich auch nicht um die Zwillingssöhne. Diese zieht sein chinesischer Diener und anfänglich erfolgloser philosophischer Berater Lee groß. Als sich nach über einem Jahr die Situation nicht gebessert hat, stellt Samuel Hamilton, der zweite Philosoph, Adam zur Rede, schlägt ihn gar und bringt ihn zur Besinnung. Gemeinsam mit Lee überlegen sie Namen für die Kinder. Dabei philosophieren sie über die biblische Geschichte von Kain, der seinen Bruder Abel erschlug, das zentrale Motiv des Buches. Schließlich nennen sie die Zwillinge nach den biblischen Figuren Caleb und Aaron Cal und Aron.

### Dritter Teil
Im dritten Teil stellt John Steinbeck die Familie Hamilton zunächst weiter vor. Samuel Hamilton (namensgleich mit Steinbecks Großvater) ist vom frühen Tod seiner Tochter Una schwer getroffen. Seine anderen Kinder merken, wie er sichtlich altert. Sie beschließen, sich um ihn wechselweise zu kümmern. Olive (Mutter des Erzählers) und ihr Mann Ernest Steinbeck nehmen sich als erste seiner an und laden ihn und seine strenggläubige Frau Liza zu sich nach Salinas ein. Sein Sohn Tom bleibt allein auf der Farm. Später wird er sich dort das Leben nehmen, weil er sich am Tod seiner kranken Schwester Dessie durch eine falsche Behandlung schuldig fühlt. Samuel weiß, dass er nicht wieder zurückkehrt und er bald sterben wird. Er verabschiedet sich von Adam, dessen Diener Lee und den mittlerweile elfjährigen Söhnen Cal und Aron.
Die drei Erwachsenen sprechen nochmal über die Interpretation der biblischen Kain-Geschichte. Lee hatte dazu chinesische Gelehrte befragt und mit diesen Hebräisch zum Verständnis des Urtextes gelernt. Seiner Auslegung nach ist der Mensch durch Kains Brudermord nicht zur Sünde verdammt, sondern hat die Wahlfreiheit, gut oder schlecht zu handeln. Um Adam von seinen Illusionen von Cathy zu befreien, erzählt ihm Samuel die Wahrheit über sie und ihr verrufenes Bordell. Damit stellt er ihn vor die Wahl, seiner Liebe weiter nachzutrauern oder sich aus seiner Lethargie zu befreien und ein neues Leben zu beginnen.
Nach Samuels Begräbnis in Salinas will sich Adam selbst von Cathys Leben überzeugen. Die Konfrontation mit ihr öffnet ihm die Augen. Sie sagt ihm, dass sie ihn verachtet und immer für einen Schwächling gehalten hat und dass sogar Charles der Vater der Zwillinge sein könnte. Er rechnet ebenfalls mit ihr ab: nicht er habe Defizite, sondern ihr Gemüt sei deformiert und ihr fehle im Gegensatz zu den meisten anderen Menschen jegliches Gefühl. Trotz äußerlich unbeeindruckter Haltung ist Cathy tief getroffen, dass sie die Macht über ihn verloren hat. Ihr Selbstbewusstsein schwindet und ihr Selbstmord kündigt sich an.
Adam versucht eine Neuorientierung. Er kauft sich bei Samuels Sohn Will ein Auto, kümmert sich selbst um die Ausbildung der Kinder und plant, ein Haus in Salinas zu erwerben, damit seine Kinder bessere Schulen besuchen können. Auch schreibt er seinem Bruder Charles nach über zehn Jahren einen Brief. Doch er erhält nur Nachricht von Charles’ Tod. Dieser hinterließ Adam und Cathy je die Hälfte eines beträchtlichen Vermögens. Adam ringt nun mit sich, ob er dies der untergetauchten Cathy mitteilen soll. Doch schließlich entscheidet er sich dafür, den Wunsch seines Bruders zu befolgen, und unterrichtet Cathy von ihrem Erbteil. Diese versteht die Großmut und das Pflichtbewusstsein Adams allerdings nicht, sieht darin entweder einen neuen Beweis seiner Einfalt oder vermutet dahinter einen bösen Trick, sie zur Offenlegung ihrer Identität zu bewegen und sich an ihr zu rächen.
Cal und Aron wachsen in brüderlicher Konkurrenz, Wettstreit und auch gegenseitiger Zuneigung auf. Gelegentlich fragen sie nach ihrer Mutter. Adam und Lee erzählen dann, wie immer, sie sei gestorben und weit entfernt beerdigt. Doch die Zwillinge bekommen auch Gerüchte mit, dass sie noch lebe. Einmal belauscht Cal eine Unterredung von Adam mit Lee und erfährt, dass Cathy als Prostituierte in Salinas arbeitet. Nach dem Umzug versucht Cal die Wahrheit herauszufinden.

### Vierter Teil
Im vierten Teil des Romans verliert Adam Trask durch eine zwar gute, aber nicht funktionierende Idee, im Winter Gemüse aus Kalifornien in Kühlwagen an die Ostküste zu transportieren, den Großteil seines Vermögens und erntet den Spott der Einwohner. Seine Söhne leiden unter den Bemerkungen ihrer Mitschüler. Vor allem Aron möchte die Schule schneller als geplant abschließen und in eine Universitätsstadt ziehen. Er hat sich einem strenggläubigen religiösen Zirkel angeschlossen und will Pfarrer werden. Er versucht, seine schöne Freundin Abra Bacon für die Idee sexueller Enthaltsamkeit zu gewinnen, und idealisiert das Mädchen zur reinen Madonna. Zwar verstärkt sein Plan eines Studiums und eines geradlinigen, nicht geschäftsorientierten Lebensweges den Respekt seines Vaters, der ihm immer mehr seine Zuneigung zeigt; bei Abra findet Aron jedoch keine Gegenliebe. Sie kann sich in seinem Bild von ihr nicht wiedererkennen, fühlt sich instrumentalisiert und wünscht sich ein ganz normales Familienleben mit Kindern. Sie löst sich immer mehr von ihm und interessiert sich zunehmend für Cal. An der Universität Stanford führt Aron ein abgeschiedenes Eremitendasein und steigert sich weiter in seine Vorstellungen hinein, die er ausführlich in Briefen an Abra beschreibt. In Wirklichkeit ist er mit dem akademischen Betrieb unzufrieden und will sein Studium aufgeben, traut sich aber nicht, das seinem Vater zu sagen.
Cal hat inzwischen mehr über die Mutter herausgefunden. Er verfolgt sie heimlich, bis er sie in ihrem Bordell zur Rede über ihr Verschwinden stellt. Sie beantwortet ehrlich seine Fragen über sich und ihre Beziehung zu seinem Vater. Er fühlt sich daraufhin einerseits abgestoßen von ihrem Wesen und ihrer Lebensweise, andererseits spürt er aber auch ähnliche destruktive Wesenszüge in sich. Er ahnt, dass sein weltabgewandter idealistischer Bruder, wüsste er über die Mutter Bescheid, daran innerlich zerbrechen würde.
Im letzten Teil des Romans entwickelt sich der immer deutlicher werdende Gegensatz zwischen Cal und Aron zur Kain-und-Abel-Tragödie. Cal leidet unter der Bevorzugung des Bruders und möchte durch eine besondere Tat die Liebe des Vaters erzwingen. Gemeinsam mit Will Hamilton verfolgt er eine Geschäftsidee, die der des Vaters überlegen ist. Er spekuliert auf eine lange Kriegsdauer mit Versorgungsengpässen und kauft Farmern bereits bei der Aussaat die Bohnenernte ab. Später verkauft er sie mit Gewinn an die britische Einkaufskommission, die zur Verpflegung der Soldaten alle Vorräte braucht, was den Preis hochtreibt. Den Gewinn von 15.000 Dollar schenkt er an Thanksgiving in Anwesenheit des Bruders dem Vater, um – wie er sich selbst eingesteht – sich dessen Gunst und Liebe zu erkaufen. Doch Adam weist den Spekulationsgewinn zurück. Er möchte kein durch den Krieg mit den vielen Toten verdientes Geld geschenkt bekommen, lieber wären ihm Söhne, die etwas aus ihrem Leben machen und sich für eine Idee einsetzen wie Aron. Cal ist durch die Abweisung und den moralischen Tadel verletzt. Ironischerweise bezieht sich Adam auf die von ihm erwarteten Prüfungserfolge Arons und weiß nicht, dass der sein Studium abbrechen wird. Cal will sich am seiner Meinung nach zu Unrecht bevorzugten Bruder rächen. Er führt ihn zum Bordell und zeigt ihm lachend die Mutter. Aron kann die Wirklichkeit nicht verkraften und meldet sich als angeblich 18-Jähriger (tatsächlich ist er erst 17) zum Militärdienst.
Ein zweiter zeitlich parallel verlaufender Handlungsstrang schildert die letzten Intrigen Cathys. Ihre ehemalige Kollegin Ethel ahnt, dass Cathy ihre Chefin Faye vergiftet hat, und erpresst sie. Cathy setzt darauf ihren Wächter Joe Valery auf sie an. Dieser ahnt die Hintergründe, will die Situation finanziell für sich ausnutzen und droht mit Andeutungen seiner Chefin. Cathy verwickelt sich immer mehr in ihre eigenen Machenschaften, und die Begegnungen mit Adam und schließlich ihrem Sohn Aron geben den Ausschlag für ihren seit langem erwogenen und vorbereiteten Selbstmord. Selbst diesen verschleiert sie und belastet damit Joe, der mit gestohlenen Wertgegenständen und dem Testament, in dem sie ihr Vermögen Aron vermacht, verhaftet und des Mordes beschuldigt wird. Adam weint, als er von Cathys Tod erfährt. Er will nun Aron aufklären. Doch als er Cal fragt, wo sein Bruder sei, antwortet dieser ähnlich wie Kain in der Bibel: „Muss ich denn auf ihn aufpassen?“.
Aron fällt bei seinem ersten Einsatz in Frankreich. Als die Nachricht von seinem Tod eintrifft, erleidet Adam einen Schlaganfall, der ihn lähmt und bald darauf zu seinem Tod führt. Cal fühlt sich schuldig an der von ihm ausgelösten Unglückskette und will weglaufen, doch Abra führt ihn zum Vater zurück. Auf dem Krankenbett vergibt er seinem Sohn und signalisiert ihm die von Lee entwickelte Kain-und-Abel-Interpretation, dass das Böse nicht als Erbe schicksalhaft hingenommen werden müsse, sondern dass die Menschen es bekämpfen könnten. Cal wird vermutlich, nach Hinweisen über ihre gemeinsame Liebe und Lebensvorstellungen in den letzten Kapiteln, Abra heiraten. Sie könnten gemeinsam Adams Ranch führen und versuchen, die Botschaft zu verwirklichen.

## Bibelmotive
Der Titel Jenseits von Eden geht auf das 1. Buch Mose (4,16 ) zurück. Der aufgrund seines Brudermords an Abel verfluchte, aber durch ein Zeichen Gottes vor Blutrache geschützte Kain ging „hinweg von dem Angesicht des Herrn und wohnte im Lande Nod, jenseits von Eden, gegen Osten.“
Die biblische Geschichte von Kain und Abel steht gleich zweimal im Mittelpunkt der Handlung. Im ersten Teil des Romans trachtet Charles seinem Bruder Adam nach dem Leben. Im vierten Teil ist Cal am Tod von Aron (Meldung zur Armee) und auch seiner Mutter (Selbstmord nach der Begegnung mit Aron) und seines Vaters (Schlaganfall nach dem Tod Arons) indirekt beteiligt. Die Hauptfigur Adam, Vater der unterschiedlichen Söhne, wird von Cathy, dem personifizierten Bösen, verführt und will ironischerweise gerade für sie einen Garten Eden anpflanzen. Die Anfangsbuchstaben der Namen Charles-Caleb bzw. Adam-Aron lassen keinen Zweifel an der Parallele zu Kain und Abel.
Ein weiterer Protagonist trägt den Namen Samuel. Wie sein alttestamentlicher Namensgeber Samuel warnt er prophetisch vor dem Bösen (15. Kp. Nr. 3).
Die A-C-Reihen werden fortgesetzt durch Cathy und Abra. Der Name von Abra, der Freundin der beiden Brüder, spielt auf Abraham an und könnte ein Verweis auf den Fortgang der Menschheitsgeschichte nach Kain und Abel sein. Am Ende des Romans wird die Verbindung von Cal und Abra angedeutet: Als junges Adam-Eva-Paar könnten sie in einer Welt „jenseits von Eden“ auf Adams Ranch arbeiten und versuchen, in ihrem neuen Garten in täglicher Auseinandersetzung den Sünden des Lebens zu widerstehen und einen Weg nach dem Vorbild Samuels und Lees zu finden.

## Erzählform
Im Wesentlichen wird die Handlung chronologisch in personaler Form aus der Perspektive der Hauptfiguren, ergänzt durch auktoriale Überblicke über die Geschichte oder die Weltbilder der Personen, erzählt. Einzelne Passagen über Samuel und Elizabeth (Liza) Hamilton und seine Familie, vor allem über deren Tochter Olive und ihren Mann Ernest Steinbeck, werden vom Enkel bzw. Sohn in der Ich-Form vorgetragen. Dieser Ich-Erzähler wird im 46. Kapitel von einem deutschbürtigen Nachbarn mit starkem Akzent als John („Chon“) angesprochen und dadurch als Sohn von Olive und Ernest Steinbeck mit dem Autor identifiziert. Da außerdem die Namen der Romanpersonen, deren Wohnorte sowie viele Einzelheiten denjenigen der Familie von Steinbecks Mutter entsprechen, ist der autobiographische Bezug offenbar.

## Verfilmungen
1955 erschien der Spielfilm Jenseits von Eden, der sich jedoch nur auf die Ereignisse im vierten und letzten Teil des Romans konzentriert. Der Film entstand unter der Regie von Elia Kazan nach einem Drehbuch von Paul Osborn; es spielten James Dean als Cal, Julie Harris als Abra, Raymond Massey als Adam Trask und Richard Davalos als
Aron Trask. Der Film erhielt vier Oscar-Nominierungen, aber nur Jo Van Fleet konnte einen für ihre Darstellung der Mutter Kate entgegennehmen. Jenseits von Eden zeigte James Dean in der ersten seiner drei großen Filmrollen und wurde in den folgenden Jahrzehnten zu einem beliebten Filmklassiker.
1981 entstand, erneut unter dem Titel Jenseits von Eden, eine sechsteilige Serie unter der Regie von Harvey Hart nach einem Drehbuch von Richard Shapiro. Diese behandelt alle vier Teile des Romans. In den Hauptrollen der ersten Generation spielten Jane Seymour als Cathy/Kate, Timothy Bottoms als Adam Trask und Bruce Boxleitner als Charles Trask. Die nächste Generation spielten Karen Allen als Abra, Hart Bochner als Aron Trask und Sam Bottoms als Cal Trask. Die Serie gewann zwei Golden Globes (als beste Mini-Serie und Jane Seymour als beste Schauspielerin in einer Mini-Serie). Sie erhielt außerdem einen Emmy (Outstanding Art Direction) und war für drei weitere nominiert.

## Hörspielfassung
2021 produzierte der NDR Jenseits von Eden als über neunstündiges Hörspiel. Die Bearbeitung des Romans erfolgte durch Christiane Ohaus, die auch Regie führte. Sprecher (unter vielen Anderen) waren Ulrich Noethen (Erzähler und Ernest Steinbeck), Thomas Loibl (Adam Trask), Daniel Rothaug (Aron Trask), Nils Kahnwald (Caleb Trask), Maja Schöne (Cathy Ames alias Kate), Matthias Bundschuh (Lee) und Felix von Manteuffel (Samuel Hamilton). Als Komponistin des Soundtracks fungierte Stephanie Nilles. Die Produktion erschien bei Der Hörverlag und wurde mit dem Deutschen Hörbuchpreis 2022 in der Kategorie „Bestes Hörspiel“ ausgezeichnet.

## Deutschsprachige Ausgaben
- John Steinbeck: Jenseits von Eden, Diana, Zürich / Stuttgart 1953 DNB 454854544; dtv, München 1997, ISBN 978-3-423-10810-2.